# Мичков, Матвей Андреевич
Матве́й Андре́евич Мичко́в (род. 9 декабря 2004, Пермь) — российский хоккеист, центральный и правый крайний нападающий клуба НХЛ «Филадельфия Флайерз». Мастер спорта России (2021).

## Клубная карьера

### Юниорская карьера
Воспитанник пермского «Молота», в 9 лет получил предложение переехать в школу ярославского «Локомотива» и в 2015 году перешёл в этот клуб.
В сезоне 2018/19 провёл за «Локо-2004» в лиге до 16 лет 10 матчей, в которых набрал 10 (7+3) очков. В сезоне 2019/20 провёл за этот же клуб 26 игр, набрав 109 (70+39) очков, став лучшим бомбардиром и снайпером сезона.
В мае 2020 года разорвал контракт с ярославским «Локомотивом» и перешёл в петербургский СКА, который выплатил денежную компенсацию ярославцам в 400 000 рублей.
В сентябре 2020 года в своём первом матче в МХЛ за «СКА-1946» забросил шайбу в ворота петербургского «Динамо». Он стал вторым самым молодым хоккеистом, забившим шайбу в МХЛ, уступив лишь на один день Рихардсу Букартсу из «Риги». На старте сезона в шести матчах забросил пять шайб, а после шестнадцати матчей на его счету было 14 шайб, что являлось лучшим показателем в лиге на тот момент. В ноябре он переболел коронавирусной инфекцией. Также часть сезона 2020/21 провёл за «СКА-Варяги», так как «СКА-1946» находились на карантине и не могли проводить встречи.
28 января 2021 года оформил первый хет-трик в МХЛ. 5 февраля Матвей забросил 30-ю шайбу в сезоне, благодаря которой он побил рекорд Никиты Кучерова по заброшенным шайбам в МХЛ в возрасте до 17 лет. В конце февраля Мичков побил другой рекорд Кучерова, став лучшим бомбардиром МХЛ среди игроков до 17 лет. По окончании сезона 2020/21 он стал самым молодым лучшим снайпером в истории МХЛ, забросив 38 шайб в 56 матчах. В списке бомбардиров Мичков занял 8-е место с 56 (38+18) баллами. В плей-офф уроженец Перми набрал лишь 3 (1+2) очка, а «СКА-1946» вылетел в первом раунде, проиграв в семи встречах клубу «Локо» из Ярославля. По итогам сезона 2020/21 Мичков стал лучшим новичком МХЛ.
Сезон 2021/22 начал в составе «СКА-Варяги». Проведя 6 игр, в октябре был переведен в СКА-1946. 20 ноября 2021 года забросил пять шайб в ворота петербургского «Динамо», оформив первый пента-трик в карьере. Он стал самым молодым автором пента-трика в истории МХЛ. До наступления 17-летия он набрал в МХЛ 87 (56+31) очков, что стало рекордом в лиге для игроков не старше 16 лет. 22 февраля он преодолел отметку в 100 набранных очков в чемпионатах МХЛ.
В сезоне 2021/22 стал обладателем Кубка Харламова в составе «СКА-1946». В решающем матче забил победный гол в стиле лакросс.

### Профессиональная карьера

#### Россия
В декабре 2020 года СКА и Мичков договорились о продлении соглашения на пять лет, по которому он будет играть в России до сезона 2025/26.
В августе 2021 года он участвовал на турнире имени Пучкова в составе СКА. В первом же матче забил гол. На первый матч СКА в сезоне 2021/22 попал в заявку, будучи тринадцатым нападающим. Он провёл на льду 13 минут без набранных очков, отметившись четырьмя бросками и нереализованным выходом один на один в игре против череповецкой «Северстали».
Также нападающий стал первым хоккеистом 2004 года рождения, который сыграл в КХЛ. В своём втором матче КХЛ против «Локомотива» Мичков был переведён в первое звено, но отметиться результативными действиями ему не удалось. 6 сентября забил первый гол в КХЛ в матче против «Адмирала». В этом матче он набрал три очка, сделав дубль.
В августе 2022 года на турнире Sochi Hockey Open получил травму, столкнувшись с защитником Алексеем Емелиным. Из-за этого пропустил старт сезона 2022/23.
1 октября 2022 года дебютировал в команде ВХЛ «СКА-Нева» и забросил две шайбы.
В декабре 2022 года перешёл в «Сочи» на правах аренды до окончания сезона 2022/23. 26 февраля 2023 года набрал 5 очков (1+4) в матче против «Куньлуня» (5:3). По окончании регулярного чемпионата КХЛ был переведён в клуб Молодёжной хоккейной лиги «Капитан».
Перед сезоном 2023/24 вернулся в СКА, провёл один матч в КХЛ (6 сентября против «Торпедо») и 11 сентября был вновь отправлен в аренду в «Сочи». 21 сентября 2023 года сделал дубль в ворота «Трактора» (4:3). 2 октября набрал 3 очка (1+2) в победной игре против СКА (5:4). 16 ноября набрал 3 очка (1+2) в игре против «Лады» (5:4 Б). Всего в первых 25 матчах сезона за «Сочи» набрал 24 очка (11+13), проводя на площадке в среднем по 17 минут. Всего в сезоне 2023/24 сыграл за «Сочи» 47 матчей и набрал 41 очко (19+22) при показателе полезности -6. Последний матч в КХЛ сыграл 25 февраля 2024 года. Всего в КХЛ сыграл 91 матч и набрал 66 очков (30+36) при показателе полезности -3.

#### НХЛ
1 июля 2024 года подписал трёхлетний контракт новичка с «Филадельфией Флайерз». Клуб выбрал Мичкова 29 июня в первом раунде под седьмым номером на драфте 2023 года.

##### Сезон 2024/25
11 октября 2024 года дебютировал в НХЛ в матче против «Ванкувера». На следующий день в своей второй игре набрал первое очко, сделав передачу в матче против «Калгари» (3:6). 15 октября в третьем матче в НХЛ отметился дублем в ворота «Эдмонтона» (3:4 ОТ). 26 октября набрал 2 очка (1+1) при показателе полезности +4 в игре против «Миннесоты» (7:5). 5 декабря впервые набрал три очка в НХЛ, сделав три передачи в игре против «Флориды» (5:7). Мичков стал самым молодым хоккеистом в истории «Филадельфии», сделавшим три передачи за один период. В первых 27 матчах сезона набрал 27 очков (11+16) и рассматривался как основной фаворит на получение приза лучшему новичку сезона.
23 марта 2025 года в матче против «Чикаго Блэкхокс» Мичков оформил две результативные передачи и набрал 50 очков (20 голов, 30 передач) в 70 играх сезона. Он стал первым игроком «Филадельфии» в возрасте 20 лет и моложе, набравшим не менее 50 очков за сезон со времен Симона Ганье в сезоне 2000/01 (54 очка в 61 игре).

## Карьера в сборной

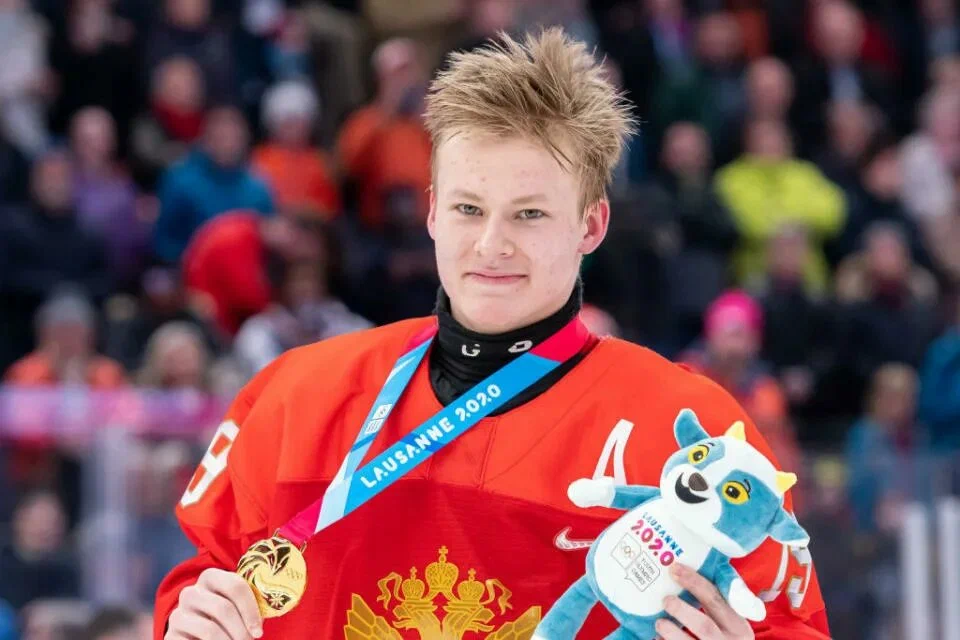
Матвей Мичков с золотой медалью на юношеских Олимпийских играх 2020 года.

В 2020 году на третьих зимних юношеских Олимпийских играх стал самым результативным игроком турнира, набрав в четырёх встречах 14 (9+5) очков, и выиграл золото в составе сборной.
На юниорском чемпионате мира 2021 в матче против сборной Германии Мичков оформил покер, забив один гол в стиле лакросс. По окончании турнира стал лучшим снайпером и бомбардиром турнира, набрав в семи матчах 16 (12+4) очков. Также был признан лучшим нападающим и MVP турнира. Помимо этого, Мичков побил рекорд Александра Овечкина, став самым молодым автором покера среди россиян на ЮЧМ в возрасте 16 лет, 4 месяцев и 20 дней. Кроме того, он стал первым игроком сборной России на ЮЧМ, кто забросил сразу три шайбы за один период. Однако сборная России в финале турнира проиграла Канаде со счётом 3:5 и Мичков стал обладателем серебряной медали.
В 2021 году в составе юниорской сборной России стал победителем Кубка Глинки/Гретцки, а также лучшим бомбардиром турнира, набрав в пяти встречах 13 (8+5) очков.
Осенью 2021 года Матвей Мичков был включён в состав сборной России для участия в Кубке Карьяла. 11 ноября 2021 года в возрасте 16 лет 11 месяцев и 2 дней дебютировал в составе национальной сборной в матче против Финляндии и стал самым молодым игроком в истории сборных России и СССР. Через два дня Матвей Мичков забил гол в ворота сборной Швеции и стал самым молодым автором заброшенной шайбы в истории сборных России и СССР, причём шайба была заброшена в стиле лакросс.
В мае 2022 года приглашён на сборы национальную сборную, проводившую ряд контрольных матчей с командой Беларуси.
В августе 2022 года был назначен капитаном сборной России U25 на турнире Sochi Hockey Open.

## Статистика
| Легенда | Легенда                    | Легенда | Легенда                   | Легенда | Легенда    |
| ------- | -------------------------- | ------- | ------------------------- | ------- | ---------- |
| И       | Количество проведённых игр | Штр     | Штрафное время            | +/−     | Плюс-минус |
| Г       | Голы                       | П       | Голевые передачи          | О       | Очки       |
| -       | Статистика неизвестна      | —       | Статистика не учитывалась |         |            |

## Достижения
- Чемпион зимних юношеских Олимпийских игр: 2020
- Лучший снайпер и бомбардир зимних юношеских Олимпийских игр: 2020
- Серебряный призёр чемпионата мира среди юниоров: 2021
- Самый ценный игрок, лучший форвард, лучший снайпер и бомбардир юниорского чемпионата мира: 2021
- Включён в символическую сборную юниорского чемпионата мира: 2021
- Лучший снайпер чемпионата МХЛ: 2020/21
- Победитель Кубка Глинки/Гретцки: 2021
- Лучший снайпер и бомбардир Кубка Глинки/Гретцки: 2021
- Обладатель Кубка Харламова: 2022
- Лучший снайпер Кубка Харламова: 2022